# Mercenary (zespół muzyczny)
Mercenary – duński zespół metalowy, założony w 1991 roku Aalborgu przez wokalistę i gitarzystę prowadzącego Henrika "Kral" Andersena. Obecnie grupa gra melodic death metal z elementami power metalu; wcześniej thrash metal i metal progresywny.

## Muzycy

### Obecny skład zespołu
- Mikkel Sandager – czysty wokal (2002-)
- Martin Buus – gitara prowadząca (2002-)
- Jakob Mølbjerg – gitara rytmiczna (1993-)
- René Pedersen – bass, ciężki wokal (2006-)
- Mike Park Nielsen – perkusja (2002-)
- Morten Sandager – klawisze, chór (2002-)

### Byli członkowie zespołu
Gitara prowadząca
- Nikolaj Brinkman (1996-2000)
- Signar Petersen (2000-2002)

Gitara rytmiczna
- Hans Jørgen Andersen (1991-1993)

Gitara basowa
- Henrik "Kral" Andersen (1991-2006, także ciężki wokal 1991-2006 i gitara prowadząca 1991-1993)
- Andreas W. Hansen (1991-1993)

Perkusja
- Jakob Johnsen (1991-1993)
- Rasmus Jacobsen (1993-2002)

## Dyskografia

### Albumy studyjne
- First Breath (1998)
- Everblack (2002)
- 11 Dreams (2004)
- The Hours that Remain (2006)
- Architect of Lies (2008)
- Metamorphosis (2011)
- Through Our Darkest Days (2013)

### Minialbumy
- Supremacy (1996)

### Kompilacje
- Retrospective (2006)

### Dema
- ...Domicile (1993)
- Gummizild (1994)